# 不洗観音寺
不洗観音寺（あらわずかんのんじ）は岡山県倉敷市に所在する寺院。宗派は真言宗の単立寺院。山号は景光山。正式には、景光山観音寺と称する。本尊は十一観世音菩薩。子宝と安産祈願の参拝者が集まる。
瀬戸内三十三観音霊場第一番札所、備中西国三十三観音霊場第三十番。
御詠歌：ありがたや ひかりの峰に 登りきて ほとけの慈悲に 心なごまむ

## 概要
寺伝によれば、稽文会・稽主勲父子が刻んだ観音像を奈良時代の天平年間（729年 - 749年）に行基と菩提僊那が当地に安置し、増慶が夢のお告げにより当寺を開基したことに始まる。
増慶が開基した山からは清らかな水が湧き出し、閼伽井（あかい）と呼ばれた。赤ちゃんが生まれて三日三夜の後にこの閼伽井で洗ってやると、無病息災で成長すると言われるようになった。安産を当寺院の本尊に祈願すると出産が楽で三日三晩産湯を使わなくても不浄にならないと言われており「不洗観音寺」と呼ばれるようになった。
本堂は明和5年（1768年）の建造で、堂内には旗本中庄戸川家5代の戸川安清（とがわ やすずみ）が長崎奉行であった天保10年（1839年）に奉納した縁起額がある。
昭和29年（1954年）真言宗御室派より独立し真言宗単立の寺院となった。

## 文化財
天然記念物（倉敷市指定）
- 影向の松（ようごうのまつ）：推定樹齢200年。当寺院の義雲和尚が移植したと伝わる黒松である。枝が円形に張り出しており周囲は約60m。昭和40年（1965年）3月25日指定[1]。

## 画像

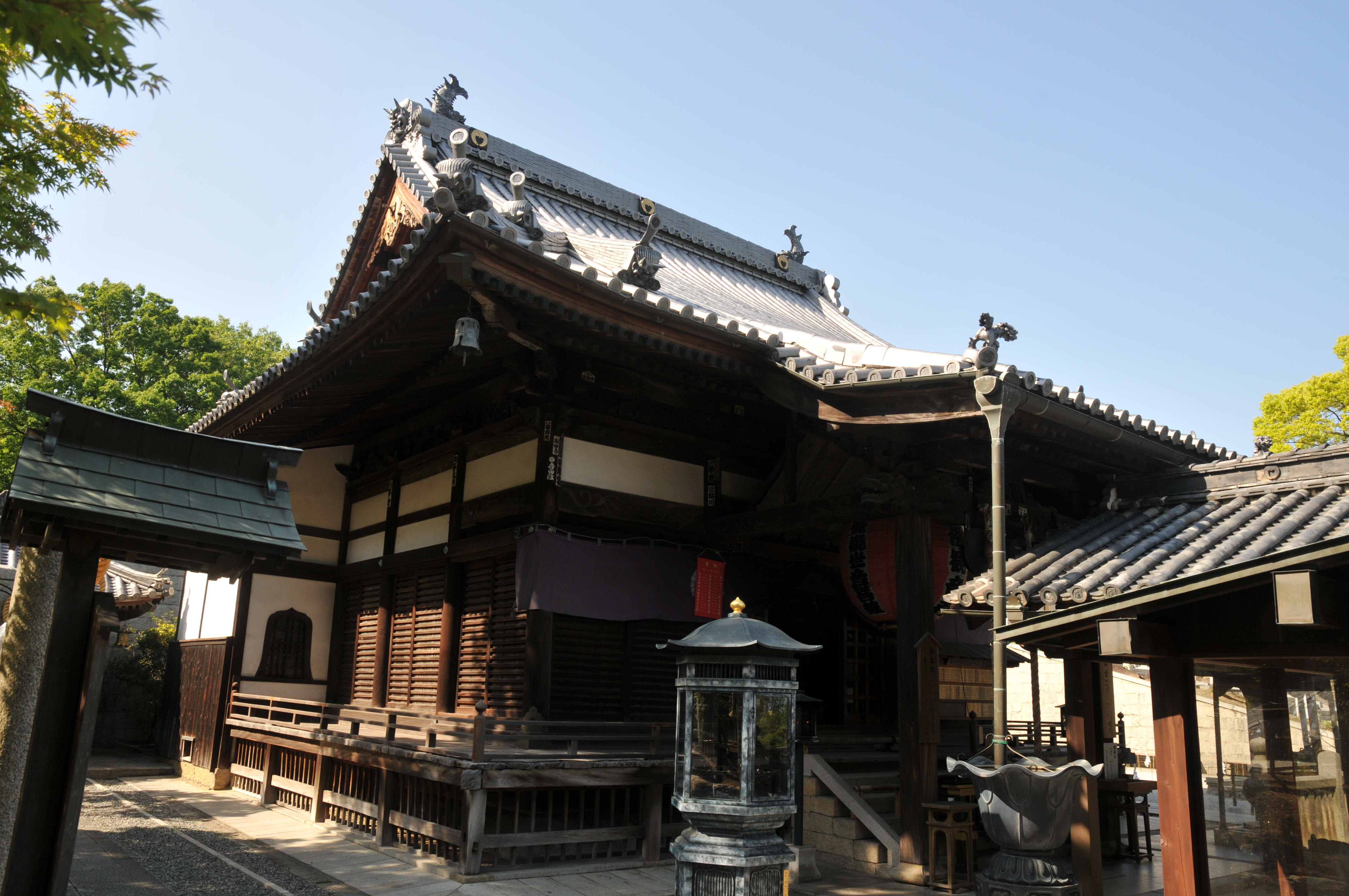
本堂
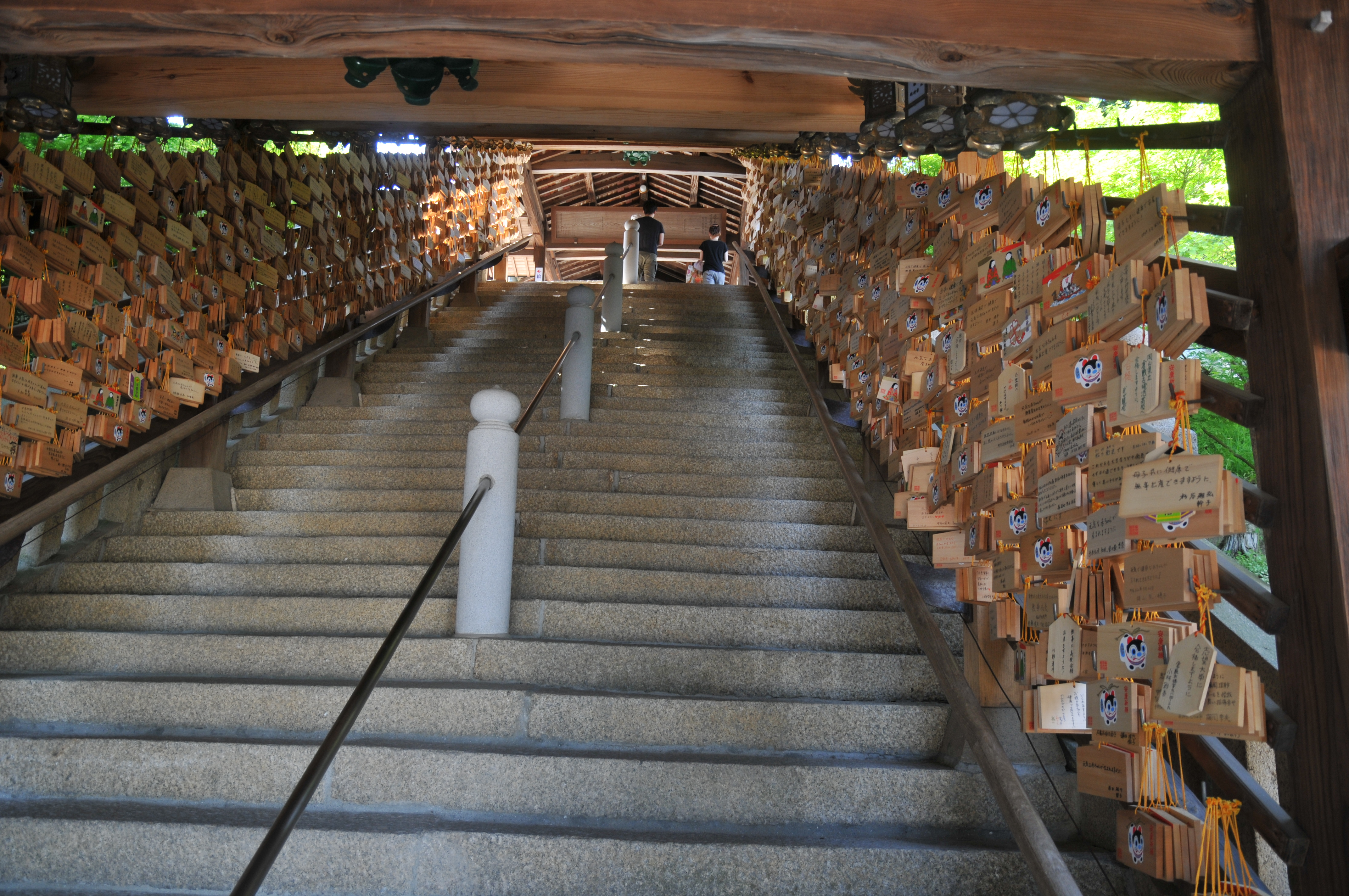
絵馬の石段
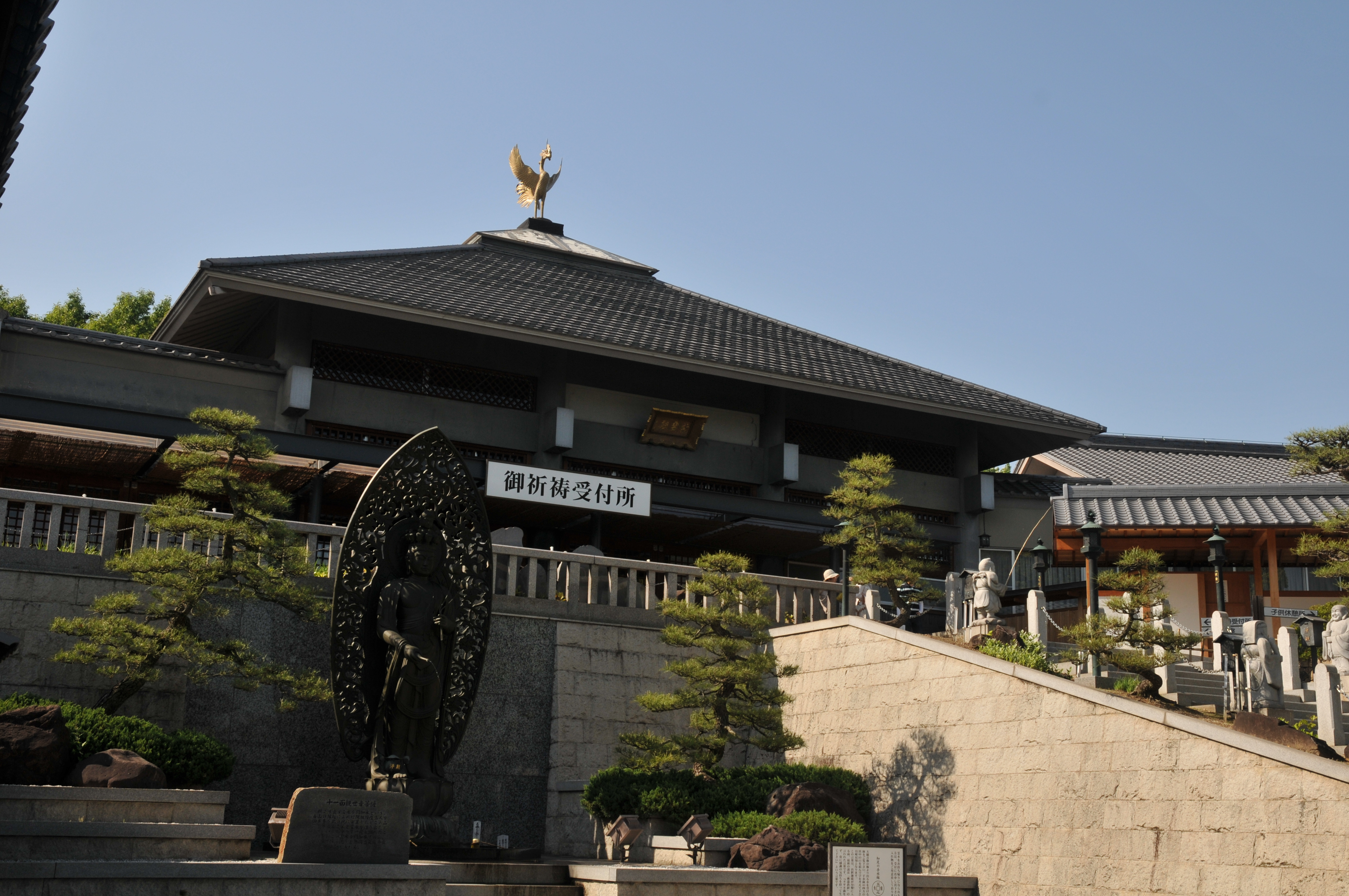
紫雲殿
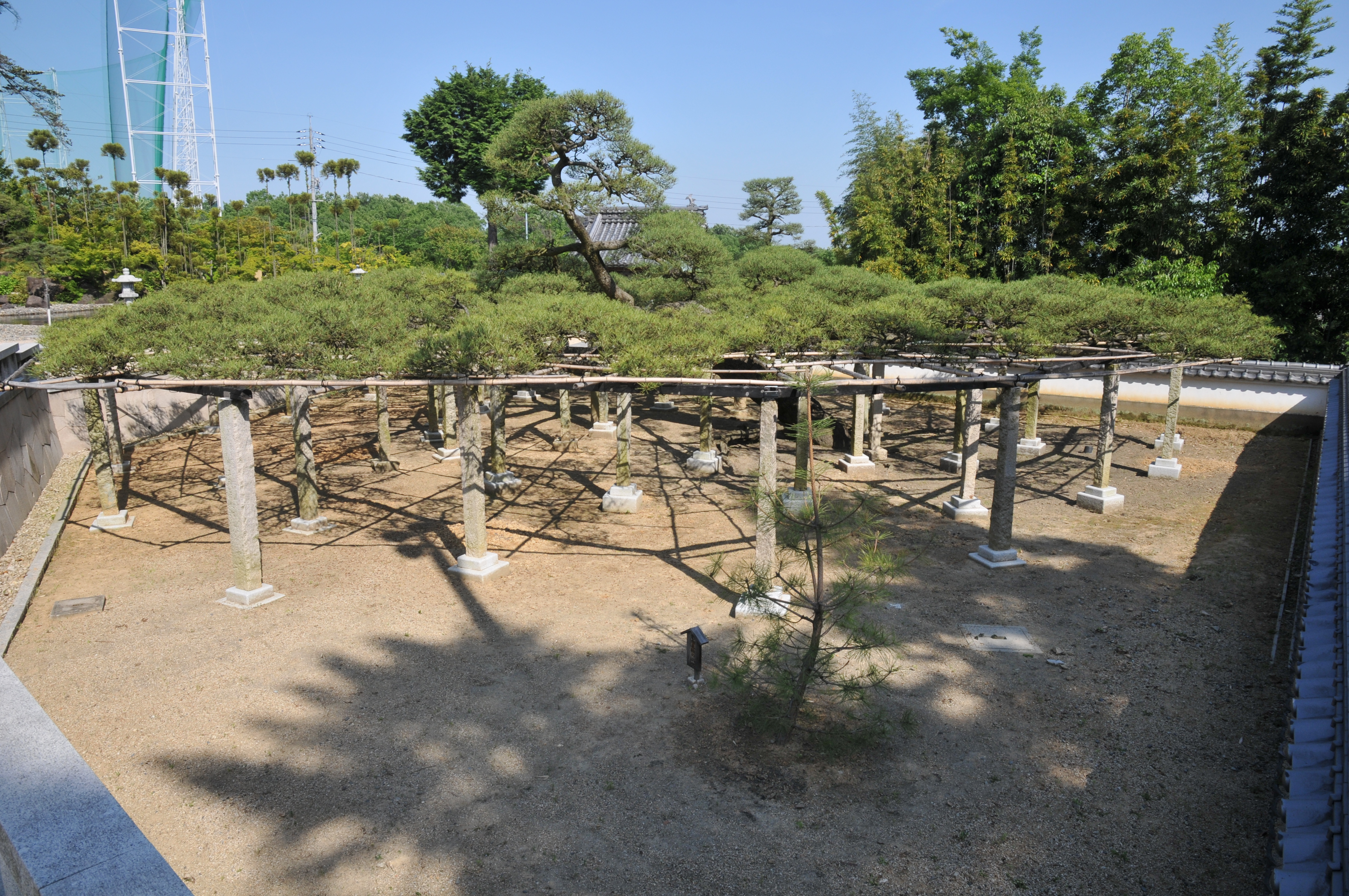
影向の松

## 前後の札所
瀬戸内三十三観音霊場
33 福性院 -- 1 不洗観音寺 -- 2 遍照院

## 貴舩神社

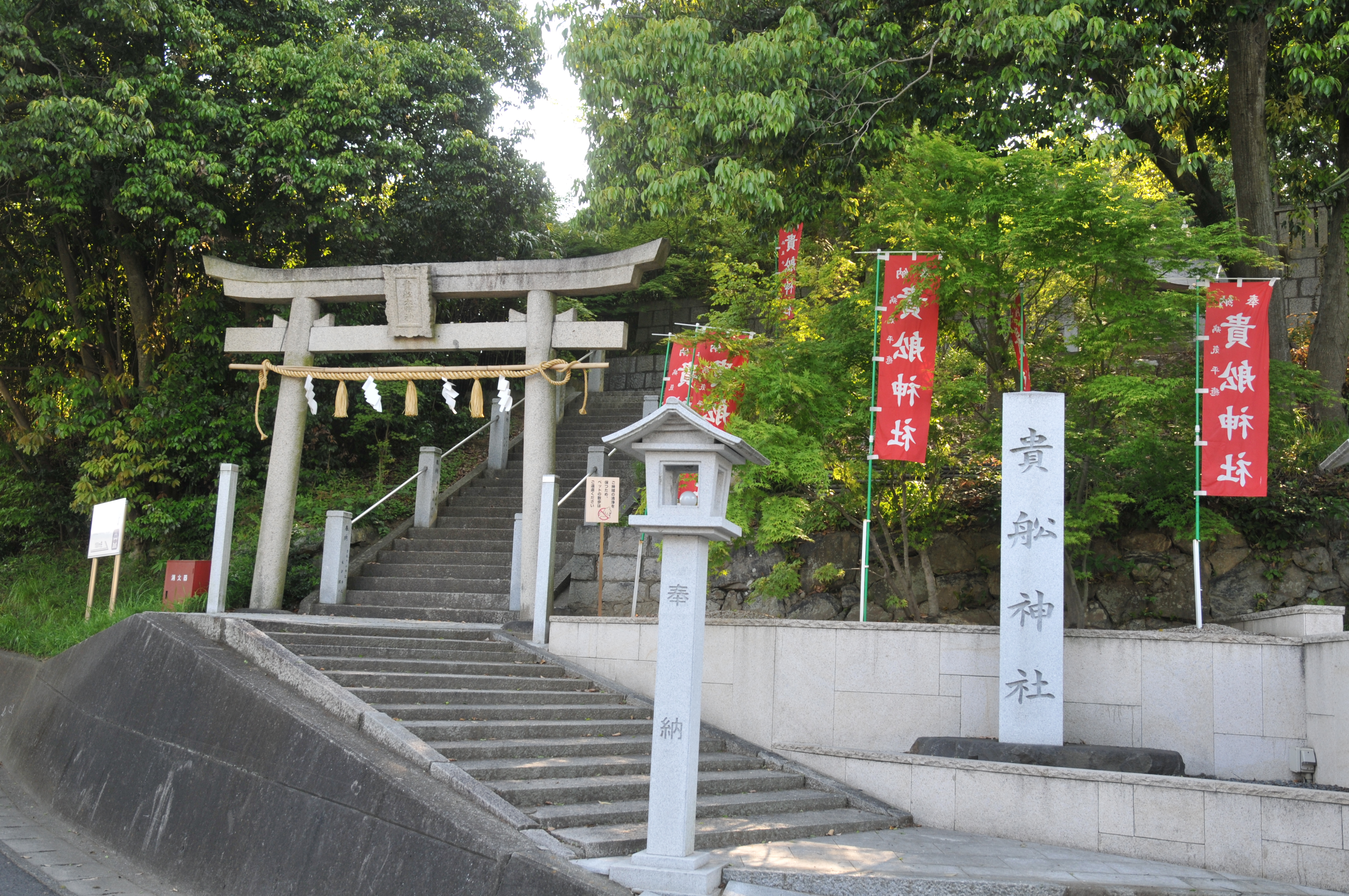
貴舩神社入口

不洗観音寺の鎮守社として、寺院の西側に貴舩神社（きふねじんじゃ）がある。
神社は明治45年（1912年）地元の宮大工である林萬五郎と前場政吉によって再建された。昭和6年（1931年）には拝殿と石段が新たに設けられた。